# Liste der Grade-I-Bauwerke in Devon
| Lage von Devon in England |
| Gliederung von Devon |
| 1. North Devon 2. Torridge 3. Mid Devon 4. East Devon 5. Exeter 6. West Devon 7. Teignbridge 8. Plymouth (Unitary Authority) 9. South Hams 10. Torbay (Unitary Authority) |

Die Liste der Grade-I-Bauwerke in Devon verzeichnet die als Grade I eingestuften Bauwerke, die in der Grafschaft Devon liegen.
Von den rund 373.000 Listed Buildings in England sind etwa 9000, also rund 2,4 %, als Grade I eingestuft. Davon befinden sich etwa 427 im County Devon.

## East Devon
1. A La Ronde, Exmouth, East Devon, EX8
2. Bishop’s Court, Sowton, East Devon, EX5
3. Cadhay House, Ottery St. Mary, East Devon, EX11
4. Chapel of the Holy Evangelists, Broad Clyst, East Devon, EX5
5. Church of All Saints, East Budleigh, East Devon, EX9
6. Church of St Andrew, Broadhembury, East Devon, EX14
7. Church of St Andrew, Clyst Hydon, East Devon, EX15
8. Church of St Andrew, Colyton, East Devon, EX24
9. Church of St Giles and St Peter, Sidmouth, East Devon, EX10
10. Church of St Gregory, Seaton, East Devon, EX12
11. Church of St James, Talaton, East Devon, EX5
12. Church of St John the Baptist, Hawkchurch, East Devon, EX13
13. Church of St John the Baptist, Membury, East Devon, EX13
14. Church of St John the Baptist, Plymtree, East Devon, EX15
15. Church of St John the Baptist, Yarcombe, East Devon, EX14
16. Church of St Lawrence, Clyst St. Lawrence, East Devon, EX15
17. Church of St Mary, Combpyne Rousdon, East Devon, EX13
18. Church of St Mary, Luppitt, East Devon, EX14
19. Church of St Mary, Ottery St. Mary, East Devon, EX11
20. Church of St Mary, Payhembury, East Devon, EX14
21. Church of St Michael, Axmouth, East Devon, EX12
22. Church of St Michael, Gittisham, East Devon, EX14
23. Church of St Michael, Musbury, East Devon, EX13
24. Church of St Michael, Stockland, East Devon, EX14
25. Church of St Michael and All Angels, Awliscombe, East Devon, EX14
26. Church of St Peter, Dalwood, East Devon, EX13
27. Church of St Winifred, Branscombe, East Devon, EX12
28. Church of the Blessed Virgin Mary, Offwell, East Devon, EX14
29. Combe House, Gittisham, East Devon, EX14
30. Gate House at Old Shute House Including Flanking Walls and Pavilions, Shute, East Devon, EX13
31. Grange, Broadhembury, East Devon, EX14
32. Knightstone, Ottery St. Mary, East Devon, EX11
33. Netherexe Parish Church (Dedication Unknown), Nether Exe, East Devon, EX5
34. Old Shute House, Shute, East Devon, EX13
35. Palm House Including Greenhouse to South East and Terrace Walls to South West, Bicton, East Devon, EX9
36. Parish Church of St John the Baptist, Broad Clyst, East Devon, EX5
37. Parish Church of St Michael and All Angels, Sowton, East Devon, EX5
38. Parish Church of St Swithun, Woodbury, East Devon, EX5
39. Rockbeare Manor Including Terraces Adjoining to South, Rockbeare, East Devon, EX5
40. Rolle Mausoleum Including the Ruins of the Old Church, Adjoining to West, the Whole Being Approximate, Bicton, East Devon, EX9
41. Royal Glen Hotel, Sidmouth, East Devon, EX10
42. Stable Block Adjoining Tithe Barn to North-North-West, Sowton, East Devon, EX5
43. Stedcombe House, Axmouth, East Devon, EX12
44. The Chantry, Combe Raleigh, East Devon, EX14
45. The Manse of the Point in View, Exmouth, East Devon, EX8
46. The Old Chancel, Sidmouth, East Devon, EX10
47. The Parish Church of Our Lady, Upton Pyne, East Devon, EX5
48. The Parish Church of St Mary, Poltimore, East Devon, EX4
49. The Parish Church of St Mary, Rewe, East Devon, EX5
50. The Parish Church of St Mary Magdalene, Stoke Canon, East Devon, EX5
51. The Parish Church of St Peter, Brampford Speke, East Devon, EX5
52. The Point in View, Exmouth, East Devon, EX8
53. Tithe Barn 150 Metres South-East of Bishop’s Court, Sowton, East Devon, EX5
54. Weycroft Hall, Axminster, East Devon, EX13
55. Rockbeare Manor Including Terraces Adjoining to South, Rockbeare, East Devon, EX5

## Exeter
1. 10, Cathedral Close, Exeter, EX1
2. 5, Cathedral Close, Exeter, EX1
3. 62, Boutport Street, Barnstaple, North Devon, EX31
4. 8,9 and 9a, Cathedral Close, Exeter, EX1
5. Bowhill, Exeter, EX4
6. Cathedral Church of St Peter, Exeter, EX1
7. Church of St David, Exeter, EX4
8. Church of St Mary Steps, Exeter, EX1
9. Church of St Martin, Exeter, EX1
10. Church of St Michael and All Saints, Exeter, EX4
11. Church of St Thomas the Apostle, Exeter, EX4
12. Custom House, Wharfinger’s House and Attached Warehouse, Exeter, EX2
13. Gatehouse to Bishop’s Palace, Exeter, EX1
14. George’s Chapel, Exeter, EX1
15. Mol’s Coffee House, Exeter, EX1
16. Presentation of St Mary Convent School, Exeter, EX1
17. Quay House (Premises of the Diy Supplies Exeter Limited), Exeter, EX2
18. Rougemont Castle, Exeter, EX4
19. St Mary Arches Church, Exeter, EX4
20. St Nicholas’ Priory, Exeter, EX4
21. The Bishop’s Palace, Exeter, EX1
22. The Guildhall, Exeter, EX4
23. The Law Library, Exeter, EX1

## Mid Devon
1. Ayshford Chapel, Burlescombe, Mid Devon, EX16
2. Bickleigh Castle Gatehouse, Bickleigh, Mid Devon, EX16
3. Bradfield House, Uffculme, Mid Devon, EX15
4. Bradninch Manor, Bradninch, Mid Devon, EX5
5. Bridwell Park, Halberton, Mid Devon, EX15
6. Chapel Approximately 40 Metres North-East of Bury Barton Farmhouse, Lapford, Mid Devon, EX17
7. Canonsleigh Priory Gatehouse, Burlescombe, Mid Devon, EX16
8. Church of All Saints, Holcombe Rogus, Mid Devon, TA21
9. Church of St Andrew, Colebrooke, Mid Devon, EX17
10. Church of St Andrew, Hittisleigh, Mid Devon, EX6
11. Church of St Bartholomew, Bow, Mid Devon, EX17
12. Church of St Bartholomew, Cadeleigh, Mid Devon, EX16
13. Church of St Bartholomew, Nymet Rowland, Mid Devon, EX17
14. Church of St Cyriac and St Julitta, Newton St. Cyres, Mid Devon, EX5
15. Church of St George, Tiverton, Mid Devon, EX16
16. Church of St John the Baptist, Sampford Peverell, Mid Devon, EX16
17. Church of St Mary, Morchard Bishop, Mid Devon, EX17
18. Church of St Mary, Stockleigh Pomeroy, Mid Devon, EX17
19. Church of St Mary, Upton Hellions, Mid Devon, EX17
20. Church of St Mary the Virgin, Burlescombe, Mid Devon, EX16
21. Church of St Mary the Virgin, Cheriton Bishop, Mid Devon, EX6
22. Church of St Mary the Virgin, Down St. Mary, Mid Devon, EX17
23. Church of St Matthew, Cheriton Fitzpaine, Mid Devon, EX17
24. Church of St Matthew, Coldridge, Mid Devon, EX17
25. Church of St Michael, Poughill, Mid Devon, EX17
26. Church of St Michael and All Angels, Bampton, Mid Devon, EX16
27. Church of St Michael and All Angels, Cadbury, Mid Devon, EX5
28. Church of St Peter, Tiverton, Mid Devon, EX16
29. Church of St Thomas of Canterbury, Lapford, Mid Devon, EX17
30. Church of St Thomas of Canterbury, Thorverton, Mid Devon, EX5
31. Church of St Swithun, Sandford, Mid Devon, EX17
32. Church of St. James, Chawleigh, Mid Devon, EX18
33. Church of the Holy Cross, Cruwys Morchard, Mid Devon, EX16
34. Copplestone Cross, Copplestone, Mid Devon, EX17
35. Holcombe Court, Holcombe Rogus, Mid Devon, TA21
36. Knightshayes Court, Tiverton, Mid Devon, EX16
37. Moorstone Barton, Halberton, Mid Devon, EX15
38. Old Blundells Including Forecourt Walls on North East and Entrance Arch and Gates and 2 Lodges, Tiverton, Mid Devon, EX16
39. Parish Church of St Andrew, Clayhidon, Mid Devon, EX15
40. Parish Church of St Andrew, Cullompton, Mid Devon, EX15
41. Parish Church of St Andrew, Halberton, Mid Devon, EX16
42. Parish Church of St Mary, Kentisbeare, Mid Devon, EX15
43. Parish Church of St Mary the Virgin, Silverton, Mid Devon, EX5
44. Parish Church of St Mary the Virgin, Willand, Mid Devon, EX15
45. Parish Church of the Holy Cross, Crediton, Mid Devon, EX17
46. The Walronds, Cullompton, Mid Devon, EX15
47. Tiverton Castle, Tiverton, Mid Devon, EX16
48. Wood Barton, Kentisbeare, Mid Devon, EX15

## North Devon
1. Acland Barton and Chapel, Landkey, North Devon, EX32
2. Barton Including Adjoining Hothouse to Rear Courtyaradand Remains of Chapel umberleigh House, Atherington, North Devon, EX37
3. Bull House, Barnstaple, North Devon, EX31
4. Church of All Saints, Brayford, North Devon, EX32
5. Church of All Saints, North Molton, North Devon, EX36
6. Church of All Saints, Rackenford, North Devon, EX16
7. Church of Holy Trinity, West Down, North Devon, EX34
8. Church of Saint Mary, Molland, North Devon, EX36
9. Church of St Augustine, Heanton Punchardon, North Devon, EX31
10. Church of St Bartholomew, Stoke Rivers, North Devon, EX32
11. Church of St Brannock, Braunton, North Devon, EX33
12. Church of St George, Georgeham, North Devon, EX33
13. Church of St Hieritha, Chittlehampton, North Devon, EX37
14. Church of St James, King’s Nympton, North Devon, EX37
15. Church of St Mary, Atherington, North Devon, EX37
16. Church of St Mary, Bishop’s Nympton, North Devon, EX36
17. Church of St Mary, East Worlington, North Devon, EX17
18. Church of St Mary Magdalene, Mortehoe, North Devon, EX34
19. Church of St Mary Magdalene, South Molton, North Devon, EX36
20. Church of St Michael, Marwood, North Devon, EX31
21. Church of St Michael, Horwood, Lovacott and Newton Tracey, North Devon, EX39
22. Church of St James, Swimbridge, North Devon, EX32
23. Church of St John the Baptist, Bishop’s Tawton, North Devon, EX32
24. Church of St John the Baptist, Instow, North Devon, EX39
25. Church of St John the Baptist, Witheridge, North Devon, EX16
26. Church of St Paul, Landkey, North Devon, EX32
27. Church of St Peter Ad Vincula, Combe Martin, North Devon, EX34
28. Church of St Peter, Satterleigh and Warkleigh, North Devon, EX37
29. Church of St Peter, Shirwell, North Devon, EX31
30. Church of St Peter, Tawstock, North Devon, EX31
31. Church of St Peter, Westleigh, North Devon, EX39
32. Church of St Petrocks, Parracombe, North Devon, EX31
33. Church of St. Mary Magdalene, Chulmleigh, North Devon, EX18
34. Church of the Holy Trinity, Burrington, North Devon, EX37
35. Colleton Manor, Chulmleigh, North Devon, EX18
36. Garden Walls and Gate Piers to Garden Immediately South of Whitechapel Manor, Bishop’s Nympton, North Devon, EX36
37. Gatehouse at Colleton Manor, Chulmleigh, North Devon, EX18
38. Guild Hall (Including Borough Museum), South Molton, North Devon, EX36
39. Kings Nympton Park, King’s Nympton, North Devon, EX37
40. Long Bridge, Barnstaple, North Devon, EX31
41. Parish Church of Holy Trinity, Ilfracombe, North Devon, EX34
42. Parish Church of St Mary the Virgin, Barnstaple, North Devon, EX31
43. Penrose Almhouses, Barnstaple, North Devon, EX32
44. Queen Annes Walk, Barnstaple, North Devon, EX31
45. St Nicholas’ Chapel and Lighthouse, Ilfracombe, North Devon, EX34
46. South Molton Cemetery Chapels, South Molton, North Devon, EX36
47. South Yarde Farmhouse, Rose Ash, North Devon, EX36
48. St Annes Chapel and Old Grammar School Museum Including Walls and Gates and Piers, Barnstaple, North Devon, EX31
49. Whitechapel Manor, Bishop’s Nympton, North Devon, EX36
50. Youlston Park, Shirwell, North Devon, EX31

## Plymouth(Unitary Authority)
1. Boringdon House, Plymouth, PL7
2. Brewhouse, Royal William Victualling Yard, Plymouth, PL1
3. Charles Church, Plymouth, PL4
4. Church of St Andrew, Plymouth, PL1
5. Clarence Steps, South West Quay Wall and 2 Bollards, Royal William Victualling Yard, Plymouth, PL1
6. Clarence Store, Royal William Victualling Yard Photos, Plymouth, PL1
7. Devonport Column Photos, Plymouth, PL1
8. Devonport Guildhall and Attached Walls Photos, Plymouth, PL1
9. Dock Basin Walls and 6 Associated Bollards, Royal William Victualling Yard, Plymouth, PL1
10. East Ropery, Formerly Spinning House (S 132), and Attached Retaining Walls, Plymouth, PL1
11. Main Gate, Royal William Victualling Yard, Plymouth, PL1
12. Melville, Royal William Victualling Yard, Plymouth, PL1
13. Mills and Bakery, Royal William Victualling Yard Photos, Plymouth, PL1
14. North East Quay Wall and 2 Bollards Royal William Victualling Yard, Plymouth, PL1
15. Oddfellows Hall Photos, Plymouth, PL1
16. Old Cooperage, Royal William Victualling Yard, Plymouth, PL1
17. Plymouth Naval War Memorial, Plymouth, PL1
18. Plympton House (St Peters Convent), Plymouth, PL7
19. Police Buildings, Royal William Victualling Yard, Plymouth, PL1
20. Prysten House, Plymouth, PL1
21. Saltram House, Plymouth, PL7
22. Slaughterhouse and Attached Yard Wall, Royal William Victualling Yard, Plymouth, PL1
23. Smeaton’s Tower Photos, Plymouth, PL1
24. The Quadrangle (N 173-177, 186-191, 203), Plymouth, PL2

## South Hams
1. 43, High Street, Totnes, South Hams, TQ9
2. Bearscove Castle, Dartmouth, South Hams, TQ6
3. Berry Pomeroy Castle, Berry Pomeroy, South Hams, TQ9
4. Bowden House, Totnes, South Hams, TQ9
5. Bowringsleigh, West Alvington, South Hams, TQ7
6. Church of All Saints, Holbeton, South Hams, PL8
7. Church of All Saints, Malborough, South Hams, TQ7
8. Church of All Saints, South Milton, South Hams, TQ7
9. Church of All Saints, West Alvington, South Hams, TQ7
10. Church of All Saints Including Fishacre Tomb Adjoining Transept, Halwell and Moreleigh, South Hams, TQ9
11. Church of Holy Cross, Newton and Noss, South Hams, PL8
12. Church of St Andrew, Harberton, South Hams, TQ9
13. Church of St Clement, Dartmouth, South Hams, TQ6
14. Church of St David, Ashprington, South Hams, TQ9
15. Church of St Edmund, Kingsbridge, South Hams, TQ7
16. Church of St Edward, Shaugh Prior, South Hams, PL7
17. Church of St Gabriel and St Mary, Stoke Gabriel, South Hams, TQ9
18. Church of St George, Dean Prior, South Hams, TQ11
19. Church of St George, Dittisham, South Hams, TQ6
20. Church of St George, Modbury, South Hams, PL21
21. Church of St James, Slapton, South Hams, TQ7
22. Church of St John the Baptist, Littlehempston, South Hams, TQ9
23. Church of St John the Baptist, Marldon, South Hams, TQ3
24. Church of St Leonard, Halwell and Moreleigh, South Hams, TQ9
25. Church of St Martin, Frogmore and Sherford, South Hams, TQ7
26. Church of St Mary the Virgin, Holne, South Hams, TQ13
27. Church of St Mary, Berry Pomeroy, South Hams, TQ9
28. Church of St Mary, Bickleigh, South Hams, PL6
29. Church of St Mary, Brixton, South Hams, PL8
30. Church of St Mary, Diptford, South Hams, TQ9
31. Church of St Mary, North Huish, South Hams, TQ10
32. Church of St Mary, Rattery, South Hams, TQ10
33. Church of St Mary, Totnes, South Hams, TQ9
34. Church of St Michael, Blackawton, South Hams, TQ9
35. Church of St Michael, Cornwood, South Hams, PL21
36. Church of St Michael, Stokenham, South Hams, TQ7
37. Church of St Nicholas and St Cyriac, South Pool, South Hams, TQ7
38. Church of St Paul, Staverton, South Hams, TQ9
39. Church of St Peter, Cornworthy, South Hams, TQ9
40. Church of St Peter, Ugborough, South Hams, PL21
41. Church of St Peter and St Paul, Ermington, South Hams, PL21
42. Church of St Peter the Poor Fisherman, Newton and Noss, South Hams, PL8
43. Church of St Petroc, Harford, South Hams, PL21
44. Church of St Petrock, South Brent, South Hams, TQ10
45. Church of St Petrox, Dartmouth, South Hams, TQ6
46. Church of St Saviour, Dartmouth, South Hams, TQ6
47. Church of St Thomas a Becket, (Dodbrooke), Kingsbridge, South Hams, TQ7
48. Church of St Werburgh, Wembury, South Hams, PL9
49. Compton Castle, Marldon, South Hams, TQ3
50. Dartington Hall, Dartington, South Hams, TQ9
51. Dartmouth Castle and Gun Platforms to West and South, Dartmouth, South Hams, TQ6
52. Eastgate (Part of No 2), Totnes, South Hams, TQ9
53. Elizabethan House and Local Museum, Totnes, South Hams, TQ9
54. Fardel Manor House Including Walls to North West and South West, Cornwood, South Hams, PL21
55. Flete, Holbeton, South Hams, PL21
56. Gate Piers, Gates, Walls and Terraces Immediately North and East of Flete, Holbeton, South Hams, PL21
57. Gatehouse to Leigh Barton Farm, Churchstow, South Hams, TQ7
58. Higher Hareston, Brixton, South Hams, PL8
59. Kingswear Castle, Kingswear, South Hams, TQ6
60. Kitley House, Yealmpton, South Hams, PL8
61. Leigh Barton Farmhouse, Churchstow, South Hams, TQ7
62. Lyneham House, Yealmpton, South Hams, PL8
63. Mothecombe House, Holbeton, South Hams, PL8
64. Old Newnham, Sparkwell, South Hams, PL7
65. Priory Gatehouse, Cornworthy, South Hams, TQ9
66. Puslinch House, Newton and Noss, South Hams, PL8
67. Sharpham House, Ashprington, South Hams, TQ9
68. Staverton Bridge, Staverton, South Hams, TQ9
69. The Butterwalk, Dartmouth, South Hams, TQ6
70. The Butterwalk, Dartmouth, South Hams, TQ6
71. The Butterwalk, Dartmouth, South Hams, TQ6
72. The Butterwalk, Dartmouth, South Hams, TQ6
73. The Castle, Totnes, South Hams, TQ9
74. The Guildhall, Totnes, South Hams, TQ9
75. The Old Manor Including Barn Adjoining South and Courtyard Walls Attached to South East, Littlehempston, South Hams, TQ9
76. Tower of Collegiate Chantry of St Mary, Slapton, South Hams, TQ7
77. Tower of Former Church of St Mary Immediately West of Dartington Hall, Dartington, South Hams, TQ9
78. Walls of the Ruined Fortalice, Dartmouth, South Hams, TQ6
79. Yarde Farmhouse, Malborough, South Hams, TQ7

## Teignbridge
1. Almshouses, Moretonhampstead, Teignbridge, TQ13
2. Bradley Manor, Newton Abbot, Teignbridge, TQ12
3. Bridford Barton, Bridford, Teignbridge, EX6
4. Canonteign Barton, Christow, Teignbridge, EX6
5. Church of All Saints, Kenton, Teignbridge, EX6
6. Chapel of St Alban luscombe Castle Including Attached Stables and Other Outbuildings, Dawlish, Teignbridge, EX7
7. Church of Saint James the Apostle, Christow, Teignbridge, EX6
8. Church of St Andrew, Ashburton, Teignbridge, TQ13
9. Church of St Andrew, Ipplepen, Teignbridge, TQ12
10. Church of St Andrew, Kenn, Teignbridge, EX6
11. Church of St Andrew, Moretonhampstead, Teignbridge, TQ13
12. Church of St Bartholomew, Ogwell, Teignbridge, TQ12
13. Church of St Blaise, Haccombe with Combe, Teignbridge, TQ12
14. Church of St Catherine of Alexandria, Whitestone, Teignbridge, EX4
15. Church of St Barthelowmew, Coffinswell, Teignbridge, TQ12
16. Church of St John the Baptist, Ashton, Teignbridge, EX6
17. Church of St John the Baptist, Bishopsteignton, Teignbridge, TQ14
18. Church of St John the Baptist, Lustleigh, Teignbridge, TQ13
19. Church of St John the Baptist, North Bovey, Teignbridge, TQ13
20. Church of St John the Baptist, Woodland, Teignbridge, TQ13
21. Church of St Martin, Exminster, Teignbridge, EX6
22. Church of St Mary, Dunsford, Teignbridge, EX6
23. Church of St Mary, Hennock, Teignbridge, TQ13
24. Church of St Mary and St Martin, Chudleigh, Teignbridge, TQ13
25. Church of St Mary the Virgin, Bickington, Teignbridge, TQ12
26. Church of St Mary the Virgin, Denbury and Torbryan, Teignbridge, TQ12
27. Church of St Michael, Doddiscombsleigh, Teignbridge, EX6
28. Church of St Michael, Dunchideock, Teignbridge, EX2
29. Church of St Michael, Ilsington, Teignbridge, TQ13
30. Church of St Pancras, Widecombe in the Moor, Teignbridge, TQ13
31. Church of the Holy Trinity, Denbury and Torbryan, Teignbridge, TQ12
32. Church of St Peter, Shaldon, Teignbridge, TQ14
33. Church of St Peter and St Paul, Broadhempston, Teignbridge, TQ9
34. Church of St Peter and St Paul and St Thomas of Canterbury, Bovey Tracey, Teignbridge, TQ13
35. Church of St Thomas a Becket, Bridford, Teignbridge, EX6
36. Church of St Winifred, Manaton, Teignbridge, TQ13
37. Dawlish College (Mamhead House), Mamhead, Teignbridge, EX6
38. Forde House, Newton Abbot, Teignbridge, TQ12
39. Great Fulford House, Dunsford, Teignbridge, EX6
40. Higher Uppacott uppacott, Widecombe in the Moor, Teignbridge, TQ13
41. Hill, Christow, Teignbridge, EX6
42. Neadon Upper Hall, Manaton, Teignbridge, TQ13
43. Parish Church of St Mary the Virgin, Newton Abbot, Teignbridge, TQ12
44. Parish Church of St Nectan, Ashcombe, Teignbridge, EX7
45. Parish Church of All Saints, Newton Abbot, Teignbridge, TQ12
46. Powderham Castle, Powderham, Teignbridge, EX6
47. Sanders, North Bovey, Teignbridge, TQ13
48. The Starcross Pumping House, Starcross, Teignbridge, EX6
49. Ugbrooke Park, Chudleigh, Teignbridge, TQ13
50. Uphill, the Great Hall, and Oaknuve, Lustleigh, Teignbridge, TQ13
51. West Ogwell Church, Ogwell, Teignbridge, TQ12

## Torbay(Unitary Authority)
1. Parish Church of All Saints, Torbay, TQ1
2. Parish Church of St John the Baptist Photos, Torbay, TQ3
3. Parish Church of St John the Evangelist Photos, Torbay, TQ1
4. Roman Church of Our Lady, Help of Christians and St Denis, Torbay, TQ1
5. The Spanish Barn, Torre Abbey Photos, Torbay, TQ2
6. Torre Abbey, Torbay, TQ2

## Torridge
1. Bideford Bridge Including Parapet Walls and Gates of East Abutment, Bideford, Torridge, EX39
2. Church of All Hallows, Woolfardisworthy, Torridge, EX39
3. Church of Saint Mary, High Bickington, Torridge, EX37
4. Church of Saint George and All Saints, Beaford, Torridge, EX19
5. Church of All Saints, Clovelly, Torridge, EX39
6. Church of All Saints, Winkleigh, Torridge, EX19
7. Church of St Andrew, Alwington, Torridge, EX39
8. Church of St Bridget, Bridgerule, Torridge, EX22
9. Church of St George, Monkleigh, Torridge, EX39
10. Church of St James, Luffincott, Torridge, EX22
11. Church of St Leonard, Clawton, Torridge, EX22
12. Church of St Margaret, Northam, Torridge, EX39
13. Church of St Mary and St Gregory, Frithelstock, Torridge, EX38
14. Church of St Nectan, Hartland, Torridge, EX39
15. Church of St Nicholas, Broadwoodwidger, Torridge, PL16
16. Church of St Peter, Ashwater, Torridge, EX21
17. Church of St Peter, Dowland, Torridge, EX19
18. Church of St Stephen, West Putford, Torridge, EX22
19. Church of St Swithun, Littleham, Torridge, EX39
20. Church of the Holy Cross, Tetcott, Torridge, EX22
21. Church of the Holy Trinity, Weare Giffard, Torridge, EX39
22. Gatehouse Approx 15m to Se of Weare Giffard Hall, Weare Giffard, Torridge, EX39
23. Great Potheridge, Merton, Torridge, EX20
24. Hartland Abbey, Hartland, Torridge, EX39
25. Orleigh Court, Buckland Brewer, Torridge, EX39
26. Ruins of Priory Church, Frithelstock, Torridge, EX38
27. The Royal Hotel, Bideford, Torridge, EX39
28. Weare Giffard Hall, Weare Giffard, Torridge, EX39

## West Devon
1. Abbey Gatehouse, Tavistock, West Devon, PL19
2. Betsy Grimbal’s Tower, the Vicarage, Tavistock, West Devon, PL19
3. Bradstone Manor Gatehouse and Flanking Walls, Bradstone, West Devon, PL19
4. Buckland Abbey, Buckland Monachorum, West Devon, PL20
5. Castle Drogo, Drewsteignton, West Devon, EX6
6. Church (Dedication Unknown), Sheepstor, West Devon, PL20
7. Church of All Hallows, Broadwoodkelly, West Devon, EX19
8. Church of All Saints, Dunterton, West Devon, PL19
9. Church of St Andrew, Bere Ferrers, West Devon, PL20
10. Church of St Andrew, Buckland Monachorum, West Devon, PL20
11. Church of St Andrew, Sampford Courtenay, West Devon, EX20
12. Church of St Andrew, South Tawton, West Devon, EX20
13. Church of St Andrew, Tavistock, West Devon, PL19
14. Church of St George, Thrushelton, West Devon, EX20
15. Church of St James, Bondleigh, West Devon, EX20
16. Church of St James, Iddesleigh, West Devon, EX19
17. Church of St John the Baptist, Hatherleigh, West Devon, EX20
18. Church of St John the Baptist, Stowford, West Devon, EX20
19. Church of St Michael, Chagford, West Devon, TQ13
20. Church of St Mary, Bratton Clovelly, West Devon, EX20
21. Church of St Mary, Lifton, West Devon, PL16
22. Church of St Mary, Marystow, West Devon, PL16
23. Church of St Mary, Mary Tavy, West Devon, PL19
24. Church of St Mary, Sampford Courtenay, West Devon, EX20
25. Church of St Mary, Sampford Spiney, West Devon, PL20
26. Church of St Mary, Walkhampton, West Devon, PL20
27. Church of St Mary the Virgin, Throwleigh, West Devon, EX20
28. Church of St Michael De Rupe, Brentor, West Devon, PL19
29. Church of St Nonna, Bradstone, West Devon, PL19
30. Church of St Peter, Meavy, West Devon, PL20
31. Church of St Peter, North Tawton, West Devon, EX20
32. Church of St Peter, Peter Tavy, West Devon, PL19
33. Church of St Thomas of Canterbury, Northlew, West Devon, EX20
34. Church of the Holy Trinity, Drewsteignton, West Devon, EX6
35. Church of the Holy Trinity, Gidleigh, West Devon, TQ13
36. Collacombe Manor, Lamerton, West Devon, PL19
37. Endsleigh House Including Terrace Wall to the South East and Wall to the North East, Milton Abbot, West Devon, PL19
38. Gidleigh Castle, Gidleigh, West Devon, TQ13
39. Greystone Bridge, Bradstone, West Devon, PL15
40. Higher Shilstone Farmhouse Including Stables and Garden Walls Adjoining to South, Throwleigh, West Devon, EX20
41. Hole Farmhouse Including Garden Walls and Mounting Block Adjoining to North, Chagford, West Devon, TQ13
42. Horrabridge Bridge, Horrabridge, West Devon, PL20
43. Horse Bridge, Sydenham Damerel, West Devon, PL19
44. Kelly House, Kelly, West Devon, PL16
45. Morwell Barton, Gulworthy, West Devon, PL19
46. New Bridge, Gulworthy, West Devon, PL18
47. North Wyke, South Tawton, West Devon, EX20
48. Okehampton Castle, Okehampton Hamlets, West Devon, EX20
49. Parish Church of St Constantine, Milton Abbot, West Devon, PL19
50. Parish Church of St Mary, Kelly, West Devon, PL16
51. Parish Church of St Peter, Lewtrenchard, West Devon, EX20
52. Porch to Abbot’s Hall in Grounds of Bedford Hotel, Tavistock, West Devon, PL19
53. Remains of North-West Corner of Abbey Cloister and Church Wall in St Eustachius’ Churchyard, Tavistock, West Devon, PL19
54. Retaining Wall to the Raised Garden to the South West of Endsleigh House, Milton Abbot, West Devon, PL19
55. Rockery and Grotto, Milton Abbot, West Devon, PL19
56. Stables to the North of Endsleigh House, Milton Abbot, West Devon, PL19
57. Sydenham House, Marystow, West Devon, EX20
58. The Salmon Larder and Ice House, Milton Abbot, West Devon, PL19
59. The Shell House and Grotto, Milton Abbot, West Devon, PL19
60. The Swiss Cottage, Milton Abbot, West Devon, PL19
61. Tithe Barn Directly to East of Buckland Abbey, Buckland Monachorum, West Devon, PL20
62. Walreddon Manor, Whitchurch, West Devon, PL19
63. Wortham, Lifton, West Devon, PL16